# 亀井運蔵
亀井 運蔵（かめい うんぞう、旧姓・土井、1901年（明治34年）1月 - 1980年（昭和55年）11月29日）は、日本の商人（石油商）、実業家。亀井商店（現カメイ）社長、同会長。宮城県石油販売、東北麦酒販売各社長。

## 人物
宮城県・土井運治の二男。亀井文平の養子となる。1937年、家督を相続する。同年紺綬褒章を賜う。父業の石油販売業に従事する。住所は宮城郡塩竈町（現塩竈市）。

## 家族・親族
亀井家
- 養祖父・四郎治（1861年 - ?、亀井商店取締役）[3]
- 養父・文平（1883年 - ?、亀井商店代表取締役、塩釜ガス監査役）[3]
- 妻・タマ（1903年 - ?、養祖父四郎治の三女）[3]
- 男・文蔵[3]（1924年 - 2011年、カメイ社長）
- 二男、二女、三女[3]